# 冷食捜査官
『冷食捜査官』（れいしょくそうさかん、Frozen Food Agent）は、とり・みきによる日本の漫画作品。一話完結で、1991年以降多数の雑誌に掲載された。

## あらすじ
近未来の日本。合成食料が普及し、それ以外の天然の食品は「食料統制」の元で一切が禁止されていた。しかし一部の人々は天然物の味が忘れられず、「食料統制」以前に製造され、秘蔵されていた冷凍食品を密かに楽しんでいた。そして様々な雑菌や公害汚染物質が残留している上に消費期限をはるかに過ぎた、それらの食品が原因でアレルギーを起こすなどして身体を壊す者も少なくなく、ときに激しい急性症状で命を落とす者さえいた。そんな危険な冷凍食品を取り締まるのが、農林水産省所属「冷食捜査官」である。

## 登場人物
主任
各作品の主人公。名前は不明。冷食捜査官で部下から「主任」と呼ばれている。通常スーツまたはセーターの上にコートを羽織っているが、現場に出るときは汚らしく見える格好をすることもある。元々は警官だったが、冷食を取り締まる部署が発足したのを機に転身。田北鑑生がモデル。
部下(二人)
「主任」の部下。一人は面長でもう一人はサングラスをかけている。共に名前は不明。モデルは米田裕と鹿野司。
部長
「主任」の直属の上司。大きめのメガネをかけている。
アキタ先生
常に目を見開いた顔をしている科学捜査担当者。正確な役職は不明。大学時代はケービング部に所属。
バルーン警部
殺人課の警部。その名の通り、顔が風船。しゃべると台詞が顔に映り、フキダシのようになる。

## 掲載
初出と扱われる冷凍食品
- 冷たい女 (ミックスベジタブル) - モノ・マガジン 1991年5月2・16日号
- 黄金三角を持つ男 (焼きおにぎり) - 週刊漫画サンデー 1992年6月18日増刊号
- Memories Of You (カレー) - コミックトム 1993年3月号
- チャイナタウン (餃子) - ヤングマガジン増刊ダッシュ No.2 1993年
- 笑う配達人 (ピザ) - ヤングマガジンダッシュ No.3 1994年
- マグロの出てきた日 (マグロ) - ヤングマガジンダッシュ No.4 1994年
- コオリの微笑 - ヤングマガジンダッシュ No.5 1994年
- 寒い穴から帰ってきた捜査官 - ヤングマガジンダッシュ No.6 1995年
- Strawberry Fields Forever (スポンジケーキ、イチゴ) - COMIC CUE Vol.101 2002年
- 10月はたそがれの国 (かぼちゃのスープ) - モーニング 2008年41号
- Orange Express (冷凍みかん、駅弁) - モーニング 2008年42号
- French Connection (フレンチフライ)- モーニング 2008年43号

## 単行本
1. 2008年11月21日初版発行。講談社、モーニングKC。ISBN 9784063727562